# 葉清 (成化進士)
葉清（1452年—？），字本澄，浙江紹興府蕭山縣人，民籍，明朝政治人物。

## 生平
浙江鄉試第五十八名舉人。成化二十三年（1487年）中式丁未科會試第二百三十一名，三甲第一百二十一名進士。歷官福建閩縣知縣。

## 家族
曾祖葉茂實；祖父葉擇善；父葉孟儔，母陸氏。慈侍下。